# Tanaocheles
Famille
Genre
Tanaocheles est un genre de crabes, le seul de la famille des Tanaocheleidae. Il comporte deux espèces que l'on rencontre dans l'océan Pacifique occidental.

## Liste des espèces
- Tanaocheles bidentata (Nobili 1901)
- Tanaocheles stenochilus Kropp, 1984

## Référence
- Kropp, 1984 : Tanaocheles stenochilus, a new genus and species of crab from Guam, Mariana Islands (Brachyura: Xanthidae). Proceedings of the Biological Society of Washington, vol. 97, n. 4, p. 744–747.
- Ng & Clark, 2000 : The Indo-Pacific Pilumnidae XII. On the familial placement of Chlorodiella bidentata (Nobili, 1901) and Tanaocheles stenochilus Kropp, 1984 using adult and larval characters with the establishment of a new subfamily, Tanaochelinae (Crustacea: Decapoda: Brachyura). Journal of Natural History, vol. 34, n. 2, p. 207–245.

## Sources
- Ng, Guinot & Davie, 2008 : Systema Brachyurorum: Part I. An annotated checklist of extant brachyuran crabs of the world. Raffles Bulletin of Zoology Supplement, n. 17, p. 1–286.
- De Grave & al., 2009 : A Classification of Living and Fossil Genera of Decapod Crustaceans. Raffles Bulletin of Zoology Supplement, n. 21, p. 1-109.